# Kenneth Olsson
Kenneth Göran Krister Olsson, född 22 januari 1949 i Söderåkra församling i Kalmar län, död 13 september 2023, var en svensk militär.

## Biografi
Kenneth  Olsson avlade gymnasieexamen i Karlskrona och inledde studier till skeppsbyggnadsingenjör vid Chalmers tekniska högskola, där han avlade civilingenjörsexamen. Parallellt gick han mariningenjörsutbildning, gick Högre ingenjörskursen vid Sjökrigsskolan och utnämndes till mariningenjör med löjtnants tjänsteklass 1975. Han tjänstgjorde inledningsvis i 11. torpedbåtsdivisionen på Gålö och därefter rekryterades han av Karlskronavarvet för att verka som varvets ”on-site manager” på Trinidad under ett år. Uppgiften var att stödja önationens flotta med drift och underhåll av de två patrullbåtar i 40-metersklassen som byggts i Sverige. Efter återkomsten till Sverige rekryterades Olsson efter en tid till Neptunbolaget och var verksam inom offshorebranschen på Nordsjön. År 1987 återinträdde han i marinen, utnämndes till örlogskapten i Mariningenjörkåren och placerades vid Försvarets materielverks byggnadskontrollantkontor vid Karlskronavarvet. Han blev där byggnadskontrollant för korvetterna av Göteborg-klass, som var under byggnation. Hans civila erfarenheter kom härvid till god användning och han gjorde många praktiska förbättringar av de skeppstekniska lösningarna ombord för att de tekniska kraven skulle kunna uppfyllas utan avsteg. Han befordrades till kommendörkapten 1988, var stabsingenjör i Kustflottans stab 1990–1993 och befordrades till kommendörkapten med särskild tjänsteställning 1993, varefter han var stabschef i Underhållsbataljonen i Sydkustens marinkommando 1993–1998. Efter befordran till kommendör 1998 var Olsson chef för Underhållsbataljonen vid Sydkustens marinkommando 1998–1999, chef för Avvecklingsorganisation Blekinge 2000, chef för Projekt Sjö vid Försvarets materielverk 2002–2003 och chef för Sydkustens marinbas 2003–2004. Efter sin pensionering från Försvarsmakten verkade Olsson på uppdrag av Saab i Thailand i nio år för att understödja thailändska flottans fartygsuppgraderingar.
Kenneth Olsson invaldes som ledamot av Kungliga Örlogsmannasällskapet 2001.